# Non si sevizia un paperino
Non si sevizia un paperino és una pel·lícula italiana giallo del 1972  dirigida per Lucio Fulci, protagonitzada per Florinda Bolkan, Tomás Milián i Barbara Bouchet. La trama segueix un periodista que investiga una sèrie d'assassinats de nens en un poble insular italià els residents del qual estan plens de superstició i desconfiança. La partitura de la pel·lícula va ser composta per Riz Ortolani i compta amb la veu d'Ornella Vanoni.
Estrenada el setembre de 1972, la pel·lícula és significativa dins de la filmografia de Fulci, ja que és una de les primeres en què va començar a utilitzar efectes gore, cosa que continuaria fent en les seves pel·lícules posteriors. La pel·lícula també ha estat destacada pels crítics pels seus comentaris sobre la sexualitat a l'Església Catòlica.

## Argument
A Accendura, un petit poble de la Basilicata, Itàlia, tres nois —Bruno, Michele i Tonino— fan entremaliadures. Atrapen i es burlen de Giuseppe Barra, el ximple del poble, mentre està espiant dos lpaisans compromesos amb prostitutes visitants. Mentrestant, als turons que envolten el poble, La Magiara, una solitaria bruixa gitana, fa cerimònies de màgia negra, primer desenterrant les restes esquelètiques d'un infant i després enfonsant agulles als caps de tres ninots de fang.
Quan Bruno desapareix, periodistes d'arreu del país conflueixen al poble. Enmig d'una histèria local, Giuseppe és arrestat quan va recollir un rescat que va demanar als pares de Bruno per al retorn del nen. Mentre condueix la policia al cos enterrat de Bruno, insisteix que només va descobrir el cos i només va trucar als pares en un dèbil intent d'extreure el sorprenentment petit rescat. Quan es troba el cos de Tonino, la policia s'adona que Giuseppe és innocent. Unes quantes nits més tard, durant una tempesta furiosa, Michele surt furtivament de casa seva per trobar-se amb algú amb qui parla per telèfon, i ell també és assassinat per un agressor invisible; el seu cos es troba l'endemà al matí.
Andrea Martelli, un periodista de Roma, coneix i es fa amistat amb Patrizia, a qui reconeix com una antiga periodista de Milà. La Patrizia viu a la casa del seu pare al poble, ja que s'escapa després d'un escàndol de drogues. Els vilatans ostracitzen Patrizia a causa de les seves maneres de viure a les grans ciutats, la seva falta de moralitat i un estil de vestir modern. També té diverses interaccions aparentment sinistres amb diversos nens de la ciutat, inclòs Michele, a qui sedueix i després rebutja, mentre està nua. L'Andrea també es troba amb l'amable sacerdot local, Don Alberto Avallone, i la seva mare reservada, Aurelia. Alberto dirigeix un grup de nois a l'església, a la qual pertanyien les víctimes, i és respectat a la zona.
La policia visita Francesco, un excèntric ermità que practica màgia negra. Francesco afirma haver passat els seus coneixements a la seva filla, Maciara. També es rumoreja que va tenir (i després es va eliminar) un nadó d'una incestuosa relació amb la Maciara. Enfadat per la seva falta de voluntat de cooperar, la policia arresta Maciara. Sota interrogatori, ella confessa els assassinats. Tanmateix, sembla que ella creu que les seves ninots vudú i els seus conjurs sols van causar la mort, i ella afirma no tenir cap interès ni coneixement dels mètodes físics utilitzats. Una coartada proporcionada per un policia confirma la seva innocència. Però, Maciara és colpejat fins a la mort per un grup d'homes. L'endemà, un altre nen és trobat ofegat en un rierol local.
Durant altres reunions amb l'Alberto, l'Andrea s'assabenta que la mare d'Alberto, l'Aurelia, té una filla sordmut de sis anys, Malvina. L'Andrea es convence que la noia va presenciar els assassinats després de veure que de manera compulsiva treu els caps de les seves nines com si imités els assassinats. El cap d'un ninot, el de l'ànec Donald, es troba prop de l'última escena del crim. Quan l'Aurelia desapareix amb la seva filla, Andrea i Patrizia la segueixen fins a una barraca prop del poble. Quan arriben, l'Aurelia es troba amb prou feines conscient i els demana que detinguin el seu fill. Es revela que Alberto va matar els nois, no pels seus pecats sinó per evitar que pequin quan siguin grans. L'Alberto intenta llançar la seva germana per un penya-segat, però l'Andrea arriba just a temps. Després d'una baralla entre els dos, l'Alberto és llançat pel penya-segat per Andrea i cau mort.

## Repartiment
- Florinda Bolkan com a Maciara
- Barbara Bouchet com a Patrizia
- Tomas Milian com a Andrea Martelli
- Irene Papas com Aurelia Avallone
- Marc Porel com a Don Alberto Avallone
- Georges Wilson com "Oncle" Francesco
- Antonello Campodifiori com a tinent de policia
- Ugo D'Alessio com el capità Modesti
- Virgilio Gazzolo com a comissari de policia
- Vito Passeri com Giuseppe Barra
- Rosalia Maggio com la senyora Spriano, la mare de Michele
- Andrea Aureli com el senyor Lo Cascio, pare de Bruno
- Linda Sini com a senyora Lo Cascio, la mare de Bruno
- Franco Balducci com el senyor Spriano, el pare de Michele
- Fausta Avelli com a Malvina Avallone (sense acreditar)

## Llançament
Non si sevizia un paperino es va estrenar als cinemes a Itàlia el 29 de setembre de 1972. Inicialment va rebre una estrena limitada a Europa a causa dels temes de la pel·lícula, entre els quals hi havia les crítiques a l'Església Catòlica Romana. Es va estrenar a França com La longue nuit de l'exorcisme. Tot i que l'any 1972 es va crear una pista d'àudio en anglès per a la pel·lícula, no es va estrenar mai als Estats Units i no es va projectar fins al 1999, quan Anchor Bay Entertainment va llançar la pel·lícula en DVD i VHS. El treball de referència d'Adrian Luther Smith enumera la traducció del títol original italià com a Don't Torture Donald Duck, ja que a Itàlia, el personatge de dibuixos animats es coneix com a Paperino.

### Mitjans domèstics
La pel·lícula va ser posada a disposició per primera vegada als Estats Units per Anchor Bay com a part de la "Col·lecció Lucio Fulci", sense tallar i remasteritzar, amb la seva relació d'aspecte original de 2,35:1 per al llançament del DVD. L'empresa de distribució estatunidenca Blue Underground va llançar la mateixa versió de la pel·lícula en DVD el 27 de febrer de 2007.
Al Regne Unit, Shameless Screen Entertainment va fer disponible la pel·lícula en DVD el 29 d'agost de 2011 en una "Shameless Fan Edition", que conté, per primera vegada, àudio i subtítols opcionals en anglès i italià, el tràiler cinematogràfic italià i un llibret adaptat per Stephen Thrower de Beyond Terror, el seu llibre definitiu.

## Recepció
Bloody Disgusting va atorgar a la pel·lícula una puntuació de 4,5 sobre 5, elogiant la cinematografia, la música i els efectes especials sangrients de la pel·lícula, i qualificant-la com una de les seves pel·lícules preferides de tots els temps del director Fulci.
AllMovie va donar a la pel·lícula una crítica positiva, anomenant-la "una de les sortides amb més èxit de Fulci". TV Guide va premiar la pel·lícula amb 3 de 5 estrelles, complementant la direcció, l'atmosfera i les escenes d'assassinat ben executades de la pel·lícula, afirmant: "El misteri de l'assassinat de Lucio Fulci pinta un retrat excepcionalment poc afavoridor de la petita ciutat de Sicília com un remans ple de perversió, ignorància, bogeria i petitesa de mires assassina."
Segons Danny Shipka, la petita ciutat italiana de l'entorn resulta ser una versió italiana de "Harper Valley PTA", amb sospitosos que inclouen voyeurs, drogodependents pedòfils, gitanos i sacerdots. Ell descobreix que la pel·lícula ofereix una descripció estimulant de la vida i la política en un petit poble d'Itàlia. Els temes principals són "la repressió, el pecat i la culpa". El motiu de l'assassinat resulta ser el desig de rescatar els nois dels efectes de la seva pròpia sexualitat. En altres paraules, l'assassí intenta preservar la innocència de les víctimes. Està intentant enviar-los al Cel mentre romanien en una etapa de gràcia incorrupta.
Shipka descobreix que la pel·lícula també demostra la tendència dels cineastes del giallo a qüestionar seriosament la religió i el sacerdoci. Mikel J. Koven assenyala que els sacerdots depredadors també van aparèixer a Chi l'ha vista morire? (1972) i Solamente nero (1978).
Troy Howarth, autor de So Deadly, So Perverse: 50 Years of Italian Giallo Films, l'anomena una de les pel·lícules de gènere italianes més bellament fotografiades en el seu pista de comentaris per a l'estrena Blu-ray d'Arrow Video el 2017 de la pel·lícula.